# Censy
Censy [sɑ̃si] ist eine französische Gemeinde mit 54 Einwohnern (Stand: 1. Januar 2022) im Département Yonne in der Region Bourgogne-Franche-Comté (vor 2016 Bourgogne) im Osten Frankreichs. Die Gemeinde gehört zum Arrondissement Avallon und zum Kanton Chablis (bis 2015 Noyers). 

## Geografie
Censy liegt etwa 49 Kilometer ostsüdöstlich von Auxerre. Umgeben wird Censy von den Nachbargemeinden Moulins-en-Tonnerrois im Norden, Pasilly im Osten, Sarry im Süden und Südosten sowie Noyers im Westen.

## Einwohnerentwicklung
| Jahr                      | 1962 | 1968 | 1975 | 1982 | 1990 | 1999 | 2006 | 2013 |
| ------------------------- | ---- | ---- | ---- | ---- | ---- | ---- | ---- | ---- |
| Einwohner                 | 63   | 42   | 33   | 28   | 40   | 50   | 55   | 56   |
| Quelle: Cassini und INSEE |      |      |      |      |      |      |      |      |

## Sehenswürdigkeiten

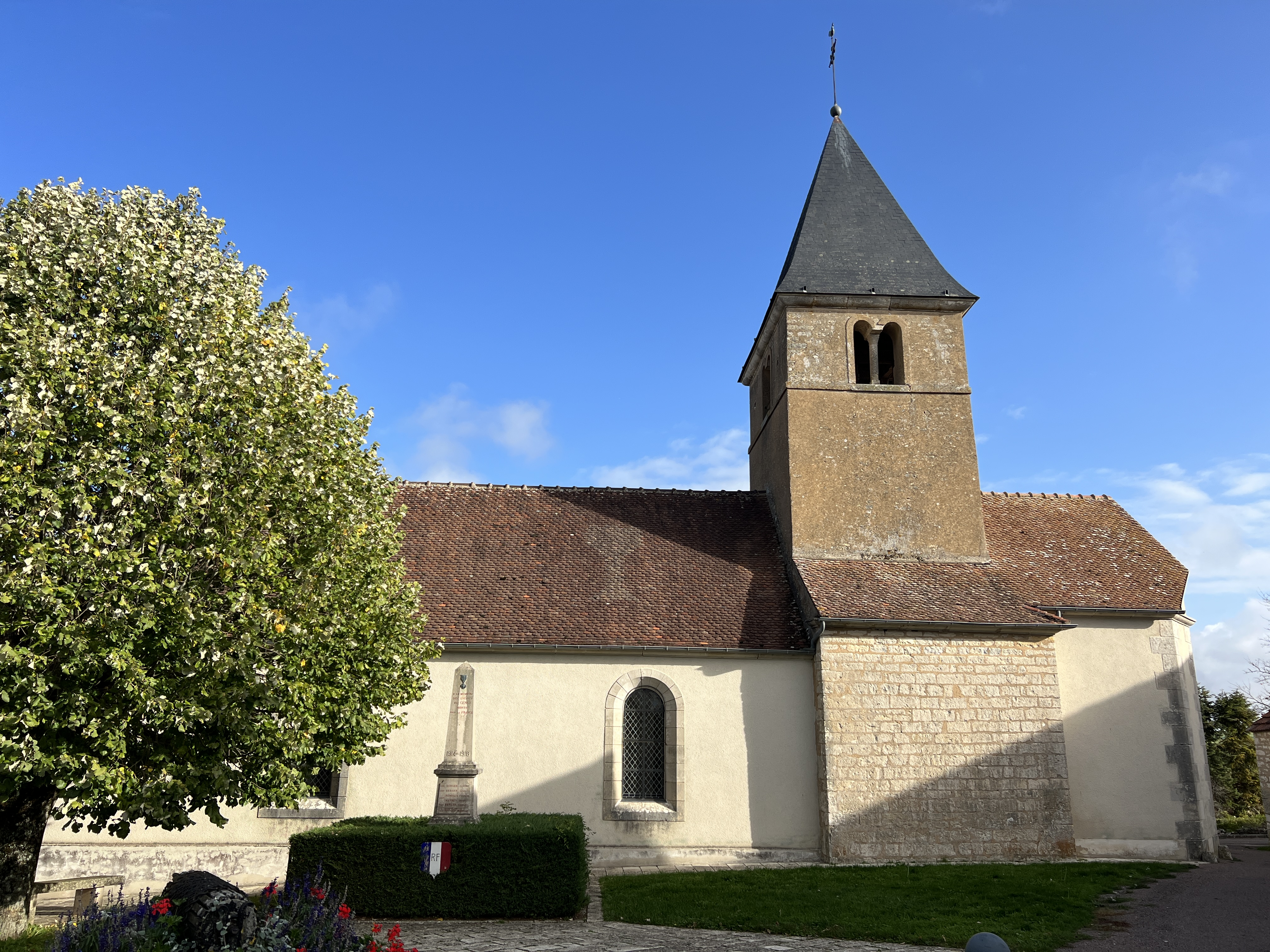
Kirche La Décollation-de-Saint-Jean-Baptiste

- Kirche La Décollation-de-Saint-Jean-Baptiste